# Сюёте (национальный парк)
Сюёте (фин. Syötteen kansallispuisto) — национальный парк в Финляндии, в провинциях Северная Остроботния и Лапландия.
Площадь — 299 км², создан в 2000 г. На большой высоте произрастают древние леса, одну четвёртую часть парка занимают болота различных типов. Болотистые местности есть также и на склонах холмов, даже на высоте 300 м. Парк предоставляет неплохие возможности для пешеходного туризма летом и лыжного — зимой. Сеть лыжных троп соединяет основные туристические центры Сюёте.